# 世界夢號
世界夢號（英語：World Dream）是星夢郵輪旗下一艘郵輪，由德國帕彭堡的造船商邁爾造船廠（德語：Meyer Werft GmbH & Co. KG）建造，全長335米，寬44米，吃水11米，最大載客量為3376人，動力引擎為德國曼恩柴油機公司所製造的MAN-B&W  14V48/60CR四行程柴油發動機，此船於2015年7月29日動工，2017年8月26日完工，并于同年11月17日在香港啟德郵輪碼頭啟航和舉行命名儀式，是第一艘在香港命名的郵輪。

## 概要

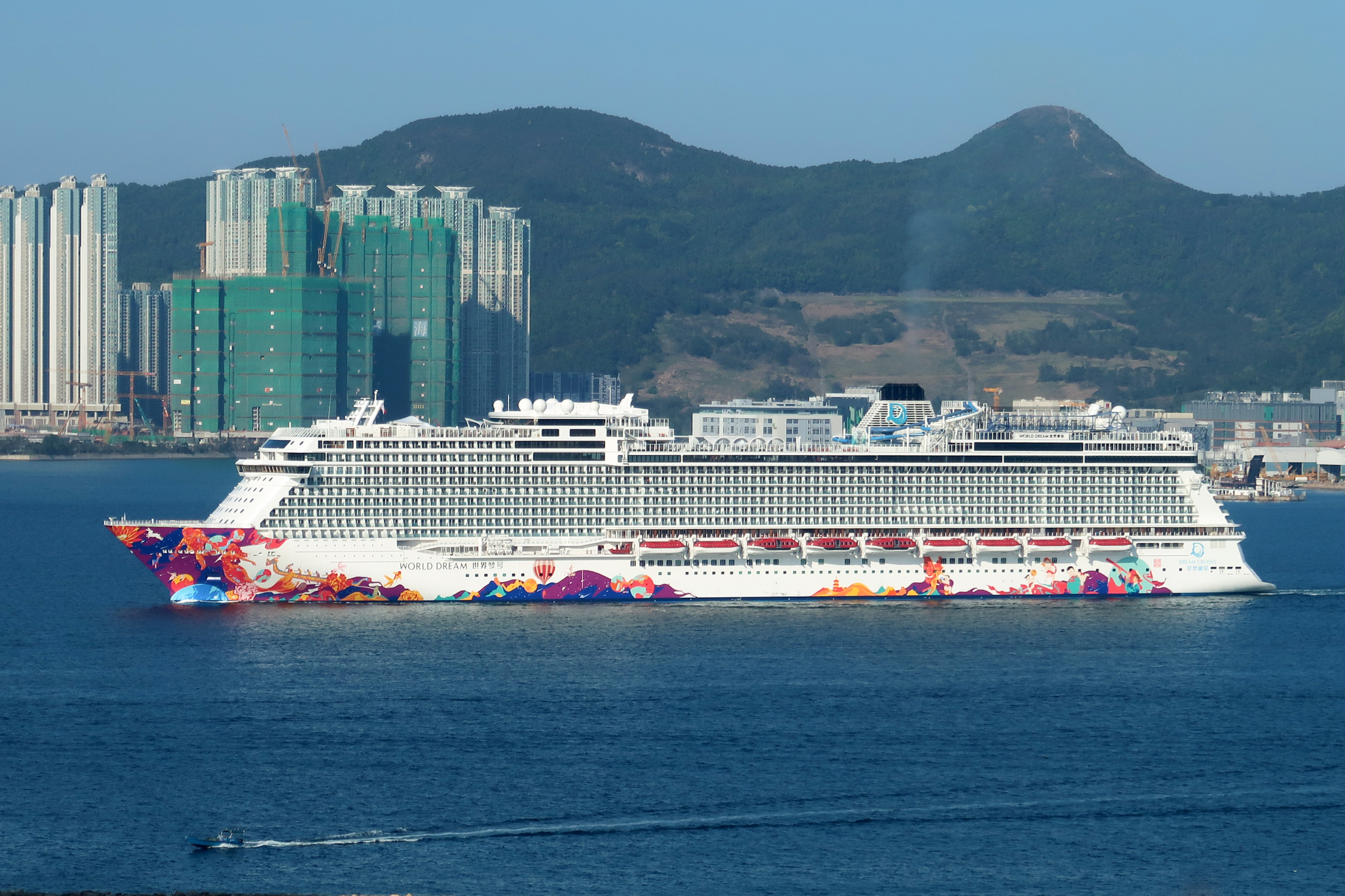
世界夢號

世界夢號能容納3400位旅客，排水量150,695噸。甲板有18層，包含1,686間客房，其中超過七成拥有独立阳台。世界夢號的構造和雲頂夢號相差无几，配有6條水上滑梯，还有豪華海底觀光器。雖然取消了保齡球娱乐房，但是还有個全球最大的海上VR虛擬現實體驗室。

## 姊妹船
云顶梦号为世界夢号的姊妹船，同屬擺脫級郵輪，于2013年在迈尔造船厂下达订单，并于2015年开始建造，最后在2016年下水及投入服务。